# Sole nascente nella foschia
Sole nascente nella foschia è un dipinto a olio su tela (134,5×179 cm) del pittore inglese William Turner, realizzato nel 1807 e conservato alla National Gallery di Londra.

## Descrizione
Turner presentò il Sole nascente nella foschia all'esposizione annuale della Royal Academy nel 1807, insieme a Un maniscalco di campagna, per poi venderla nel 1818 al baronetto Sir John Leicester. Nel 1827, alla morte di quest'ultimo, la collezione Leicester venne messa all'asta e Turner, approfittando di questa situazione, decise di ricomprare il Sole nascente nella foschia per 490 ghinee, prezzo abbastanza elevato e certamente superiore a quello da lui richiesto al momento della vendita. Numerose furono le ragioni che spinsero Turner a rientrare in possesso dell'opera: innanzitutto la volontà di riunire tutti i suoi capolavori, così da vederli collettivamente e in successione e, eventualmente, ricostruire le tappe della propria evoluzione stilistica.
Assai significativo era anche il ruolo simbolico che Turner attribuì all'opera. Il Sole nascente nella foschia, infatti, è animata da un fresco naturalismo e da una vibrante forza stilistico-compositiva: Turner era consapevole dei risultati raggiunti e, con questa tela, intendeva dimostrare come avesse eguagliato paesaggi classici luminosi di Claude Lorrain, il maestro antico da lui beatamente venerato. Il riferimento a Lorrain si fa ancora più palese quando, nel 1831, Turner decise nel proprio testamento di lasciare la tela in eredità alla nazione britannica, con l'esplicita richiesta di esporla a fianco del Porto e del Mulino di Lorrain, proprio per far vedere come avesse raggiunto, se non superato, l'antico maestro.
Il Sole nascente nella foschia, in effetti, è permeata da un fascino e una naturalezza particolari. A esser raffigurata è una spiaggia olandese del XVI secolo, con alcune imbarcazioni che veleggiano sullo specchio d'acqua e un gruppo di pescatori seduti sotto uno sperone roccioso. In prossimità del centro della tela si libra in aria il sole: dall'astro promana un fulgore tenue e abbagliante che comunica un rasserenante senso di pace. La tessitura luministica dell'opera, in effetti, è intimamente delicata, morbida e soffusa, e coadiuvata dallo sconfinato sfondamento prospettico, dalla strana prospettiva e dalle «figure di pescatori simili a personaggi di Brueghel» (Borghesi), rende la scena irreale, quasi fantastica, come se fosse avvolta dalla nebbia dei ricordi.